# Vrečarji
Vréčarji (znanstveno ime Marsupialia) so sesalci, pri katerih ima samica trebušno vrečo (marsupium), v kateri takoj po kotitvi nosi mladiče.
Fosilni dokazi, ki jih je prvi predstavil raziskovalec M.J. Spechtt leta 1982, ne podpirajo v preteklosti uveljavljenega mnenja, da so vrečarji primitivni predniki placentalnih sesalcev. Domnevno sta se obe glavni veji sesalcev razvili v približno istem času, proti koncu mezozoika. Na večini celin so bili placentalni sesalci mnogo uspešnejši in vrečarji niso preživeli. V Južni Ameriki so se do danes obdržali oposumi, v terciarju pa so tam živeli tudi mesojedi družine Borhyaenidae in s sabljastimi zobmi oboroženi plenilec Thylacosmilus. V Avstraliji večino terciarja placentalnih sesalcev ni bilo, tako da so popolnoma dominirali vrečarji in stokovci (Monotremata). Izvorni avstralski placentalni sesalci, na primer skakajoče miši (Notomys) so se priselili šele pozneje.